# نیتو گوئرینو
نیتو گوئرینو (به پرتغالی: Guerino Minervino Neto) مهاجم اهل برزیل است که در شهر سائوپائولو و در تاریخ ۲۴ مارس ۱۹۵۰ به دنیا آمده‌است.
نیتو گوئرینو در تیم‌های فوتبال Nacional de Uberaba-MG سابقهٔ حضور دارد.